# Lockheed HC-130
El Lockheed HC-130 es una versión de largo alcance del C-130 Hercules preparada para búsqueda y rescate (SAR) y búsqueda y rescate de combate (CSAR). Las versiones HC-130H y HC-130J son usadas por la Guardia Costera de los Estados Unidos para misiones SAR y de reconocimiento marítimo. Los modelos HC-130N y HC-130P/N son usados por la Fuerza Aérea de los Estados Unidos, son usados para misiones SAR y CSAR de largo alcance y ampliar el alcance de los helicópteros CSAR proporcionándoles reabastecimiento en vuelo y como plataforma de mando y control de CSAR en la escena.

## Variantes

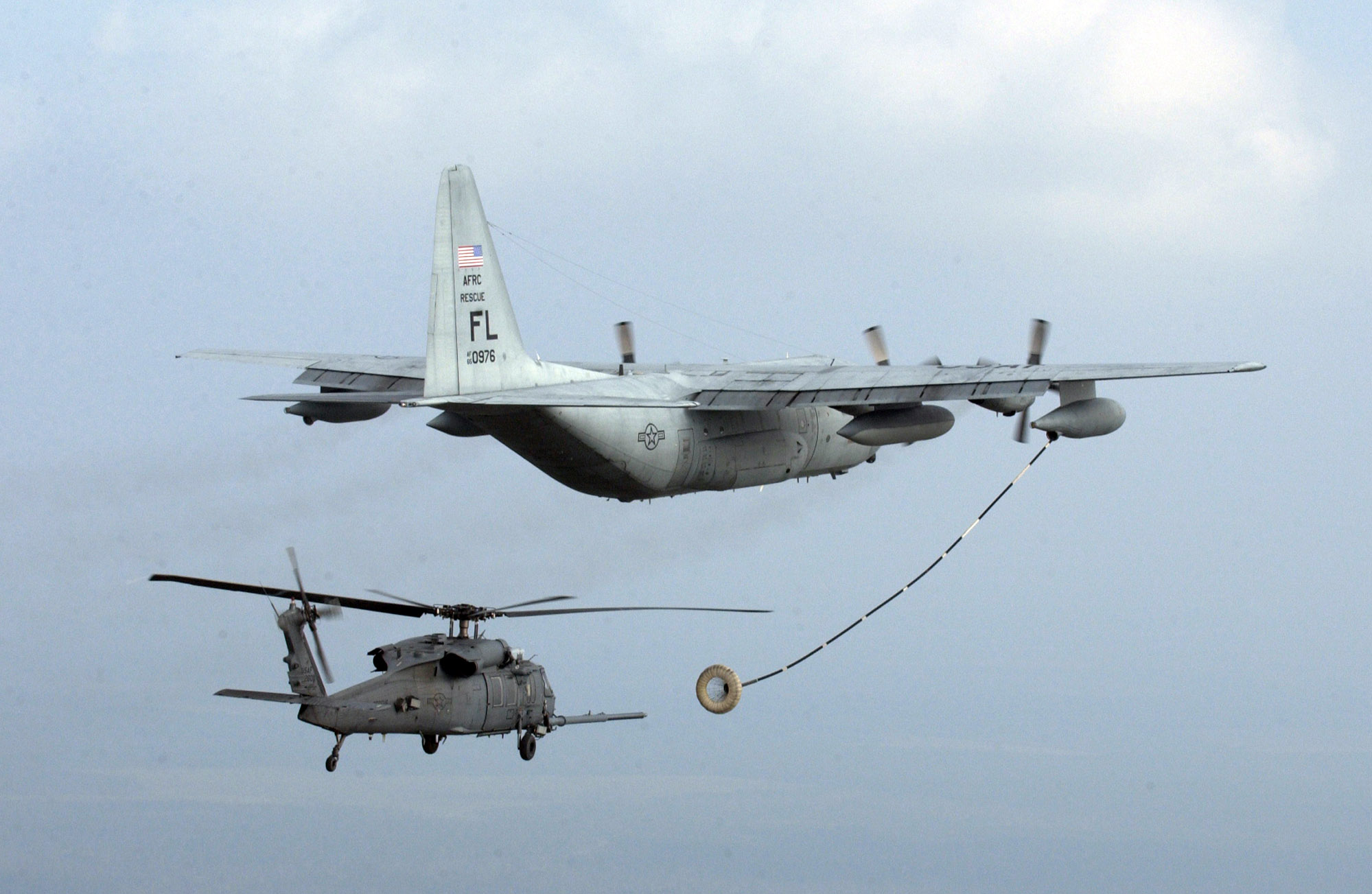
Lockheed HC-130P/N de la 920ª Ala de Rescate de la Fuerza Aérea de los Estados Unidos reabasteciendo a un helicóptero CSAR HH-60G Pave Hawk.

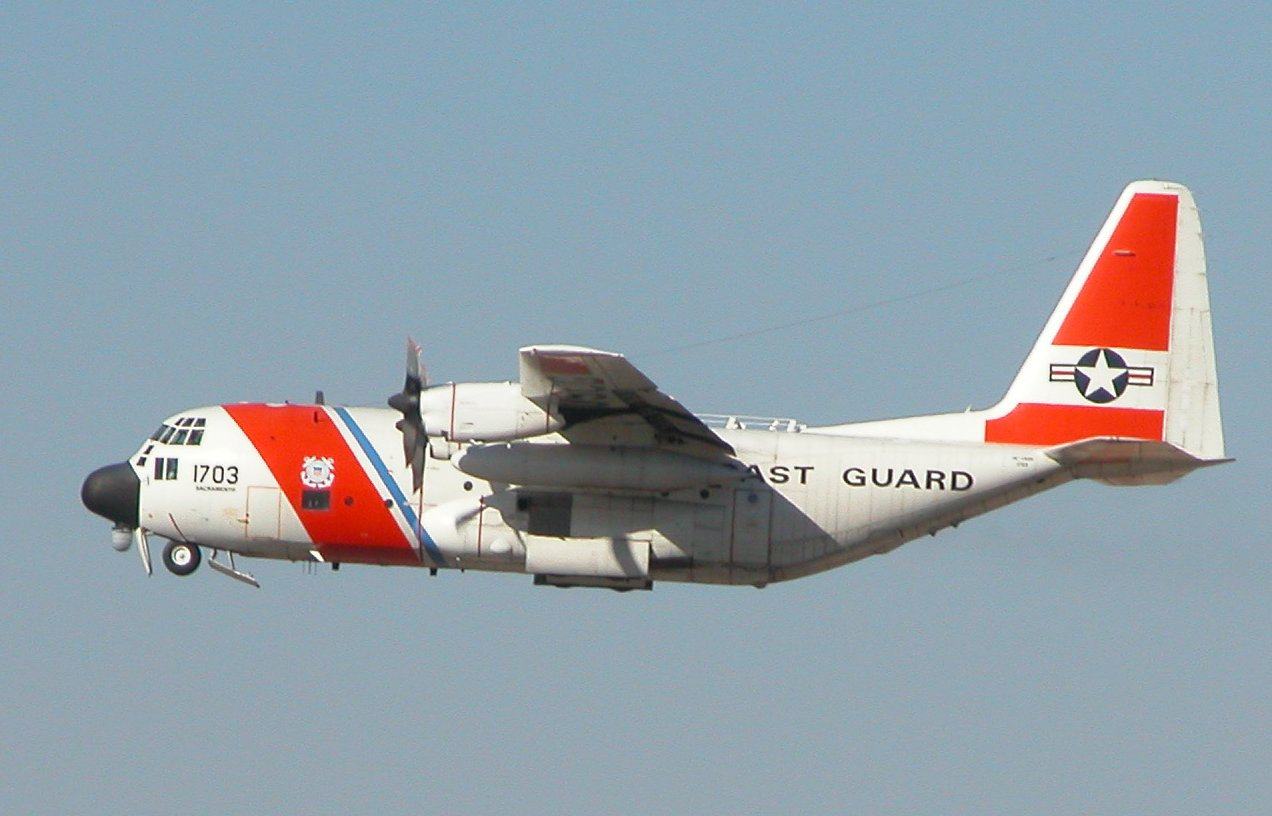
Lockheed HC-130H de los Guardacostas de los Estados Unidos.

HC-130H
Versión del C-130H Hercules especializada en rescate para la Guardia Costera de los Estados Unidos.
HC-130N
C-130E reconfigurado como avión de búsqueda y rescate y búsqueda y rescate de combate para la Fuerza Aérea de los Estados Unidos
HC-130P/N
Versión de alcance ampliado del HC-130N para la Fuerza Aérea de los Estados Unidos con cambios para reabastecimiento en vuelo de helicópteros, incluye contenedores de reabastecimiento en pilones subalares y tanques de combustible internos adicionales en la bodega de carga.
HC-130J
Versión de recate modificada a partir del C-130J Super Hercules para la Guardia Costera de los Estados Unidos.

## Operadores
Estados Unidos
- Fuerza Aérea de los Estados Unidos
- Guardacostas de los Estados Unidos

## Especificaciones (HC-130H)
Referencia datos: USCG Specs

### Características generales
- Tripulación: 5 - 7
- Longitud: 29,8 m
- Envergadura: 40,4 m
- Altura: 11,6 m
- Superficie alar: 162,1 m²
- Peso vacío: 34.826 kg
- Peso máximo al despegue: 79.379 kg
- Planta motriz: 4× Turbohélice Allison T56-A-15.
  - Potencia: 3.210 kW 4.300 HP cada uno.

### Rendimiento
- Velocidad máxima operativa (Vno): 611 km/h (330 nudos)
- Velocidad crucero (Vc): 537 km/h (290 nudos)
- Alcance: 8.334 km
- Techo de vuelo: 10.000 m (33.000 ft)

### Desarrollos relacionados
- Lockheed C-130 Hercules
- Lockheed AC-130 Spectre
- Lockheed MC-130 Combat Talon

### Aeronaves similares
- Airbus A400M
- Transall C-160
- Antonov An-12